# Райнике, Рене
Рене Райнике (нем. René Reinicke; 1860, 22 марта 1860, Штрензнаундорф, Кённерн — 9 июля 1926[…], Штайнгаден, Бавария) — немецкий художник и иллюстратор.

## Биография
Рене Райнике родился в 1860 году. Он сначала учился в художественной школе в Веймаре, но позже  переключился на Эдуарда фон Гебхардта в Дюссельдорфской академии художеств. С 1884 года учился в Мюнхенской академии. В 1885 году Рейнике съездил в Палестину, после чего вернулся в Мюнхен и работал художником и иллюстратором в Ffluge Blatter и других известных журналах в стиле модерн. С 1887 года он был представлен на различных выставках. В 1897 году получил малую золотую медаль на Большой Берлинской художественной выставке. В 1904 году Райнике вместе с Карлом Штратманом, Максом Гизе, Хансом Битом Виландом и другими художниками основали «Ассоциацию Мюнхенских акварелистов». Рене умер в 1926 году в Штайнгадене.

## Живопись
Райнике стал известен своими реалистичными изображениями городской и буржуазной жизни. В частности, этому поспособствовали картины, написанные маслом и рисунки тушью, которые он опубликовал в мюнхенском художественном издательстве в 1890 году под названием «Зеркальные образы из жизни». Мотивы и темы его картин показывают параллели с Адольфом Менцелем. В своих работах Райнике часто противопоставлял технический прогресс индустриальной эпохи точным характеристикам и традиционным привычкам своих моделей. Мюнхен с его сельскими пригородами предлагал фон, который и подхватил Райнике.

## Галерея

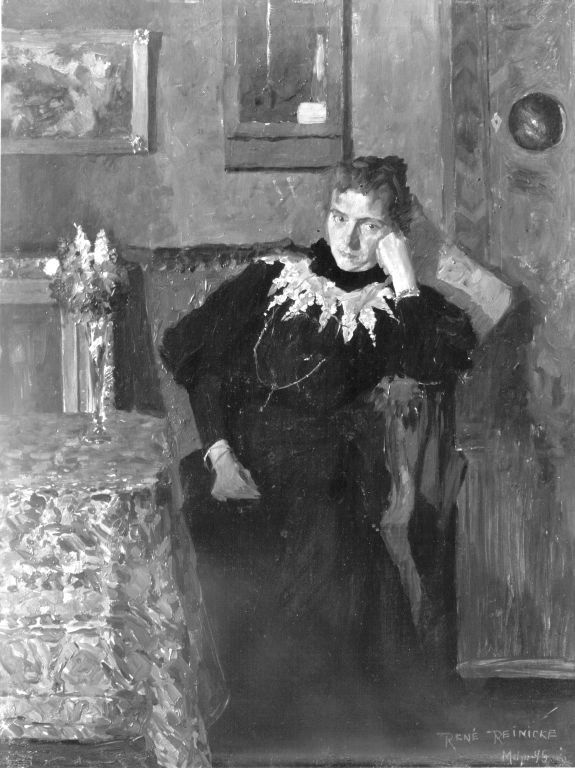
«В мыслях» (1895)
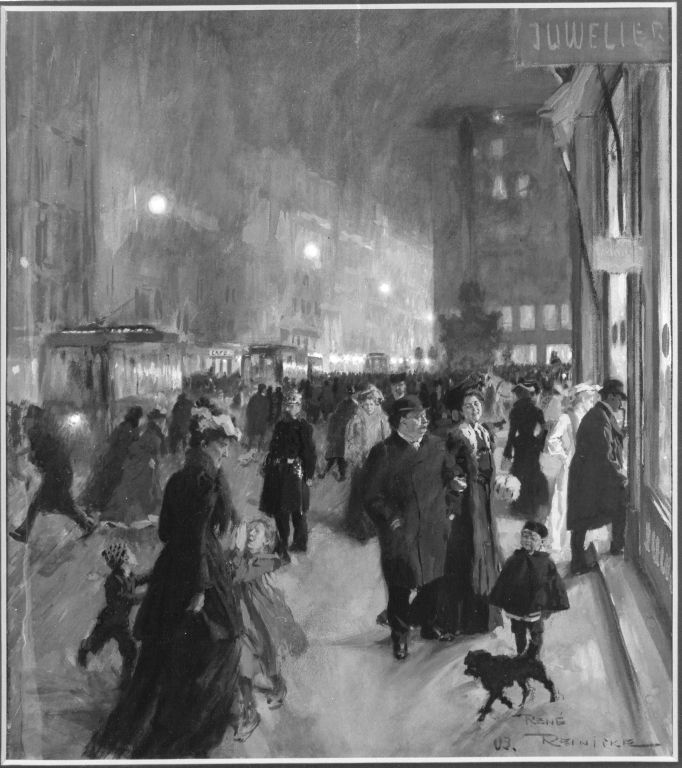
«Мариенплац ночью в Мюнхене» (1903)
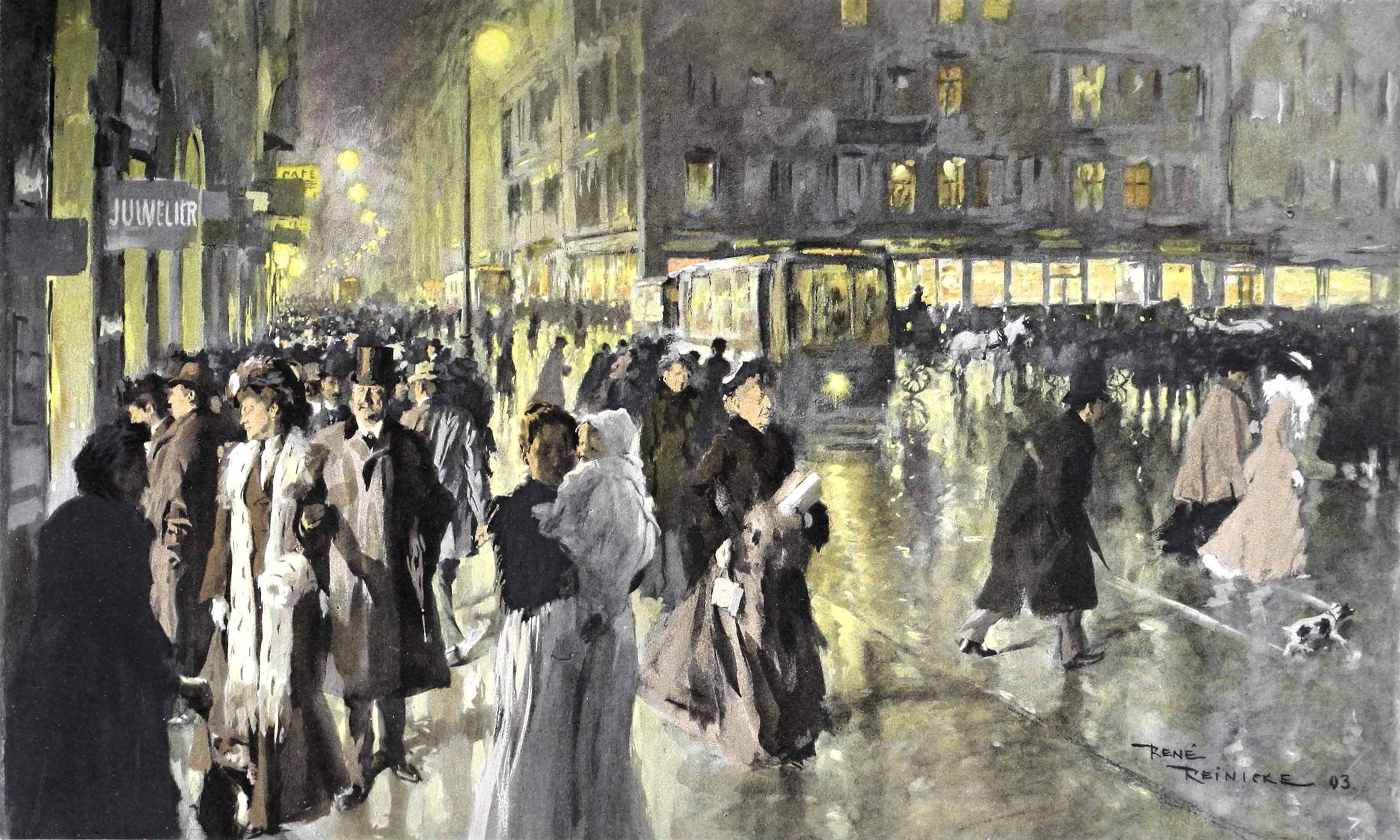
«Картина большого города» (1903—1907)
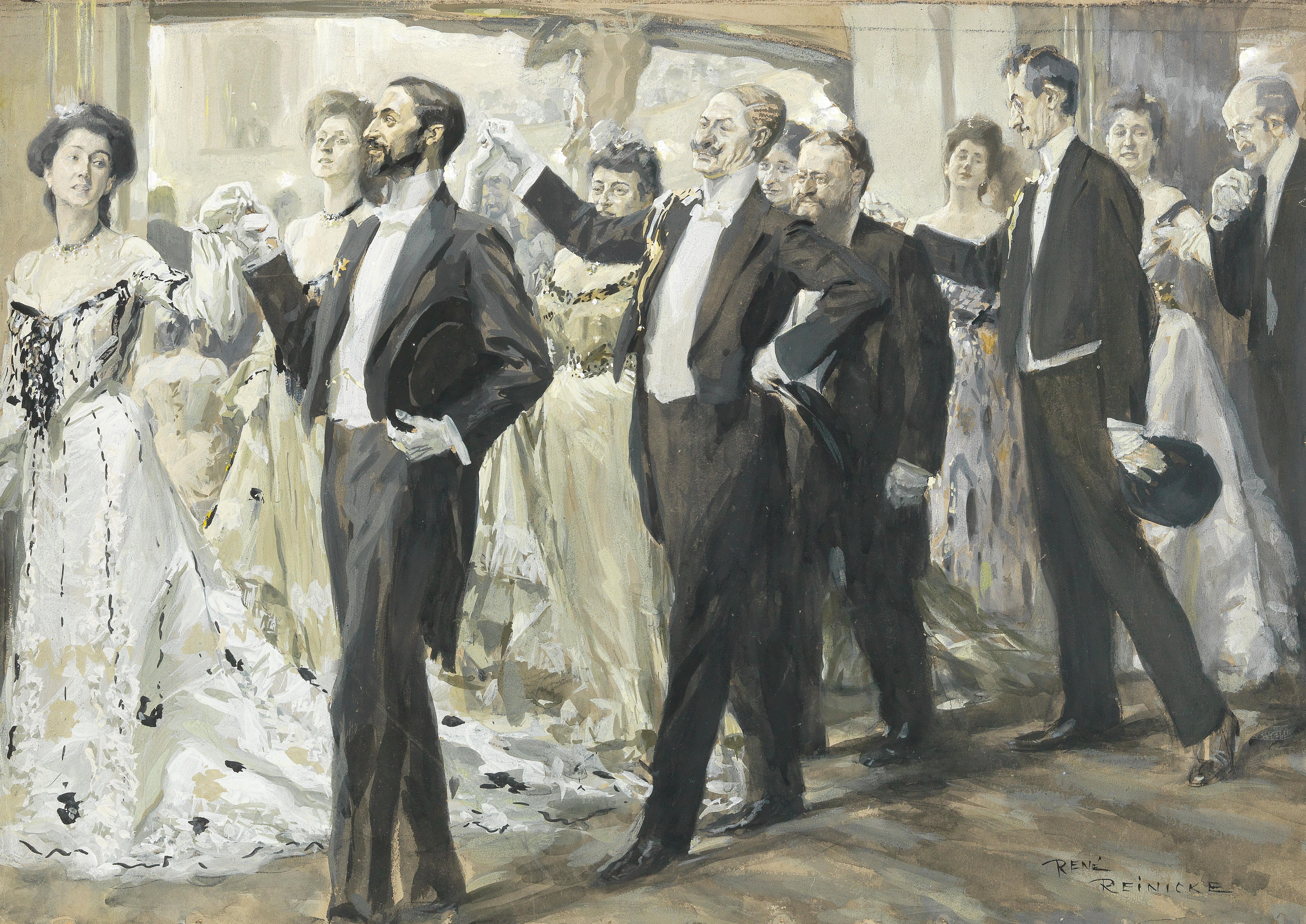
«Элегантный кортеж» (1904)
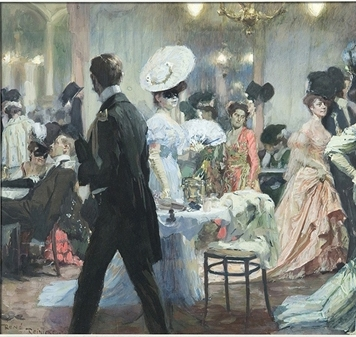
«Сцена масочного бала» (1910)
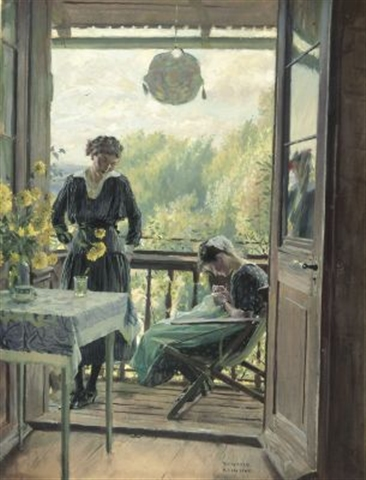
«Разговор на балконе» (1910)
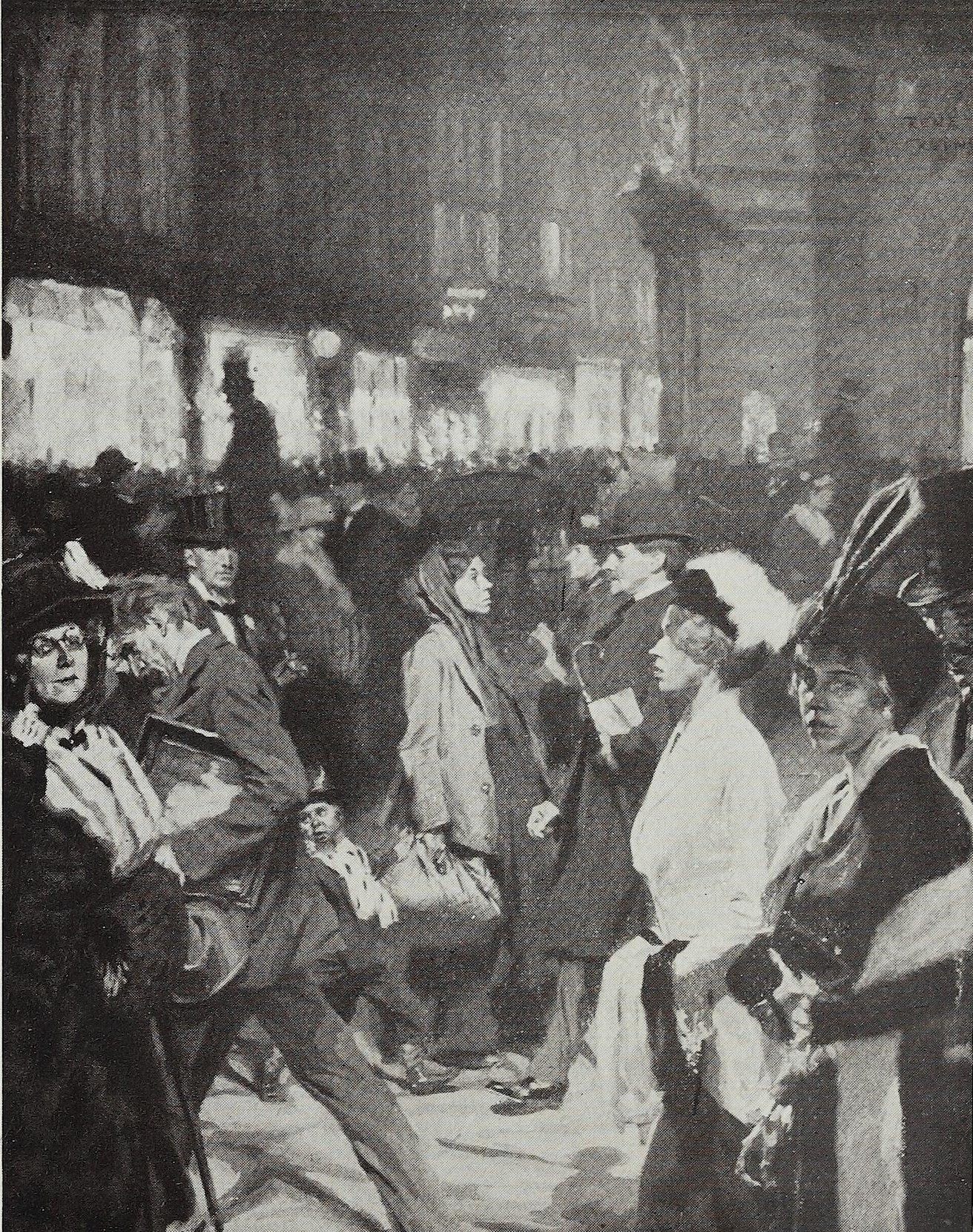
«Улица» (1914)
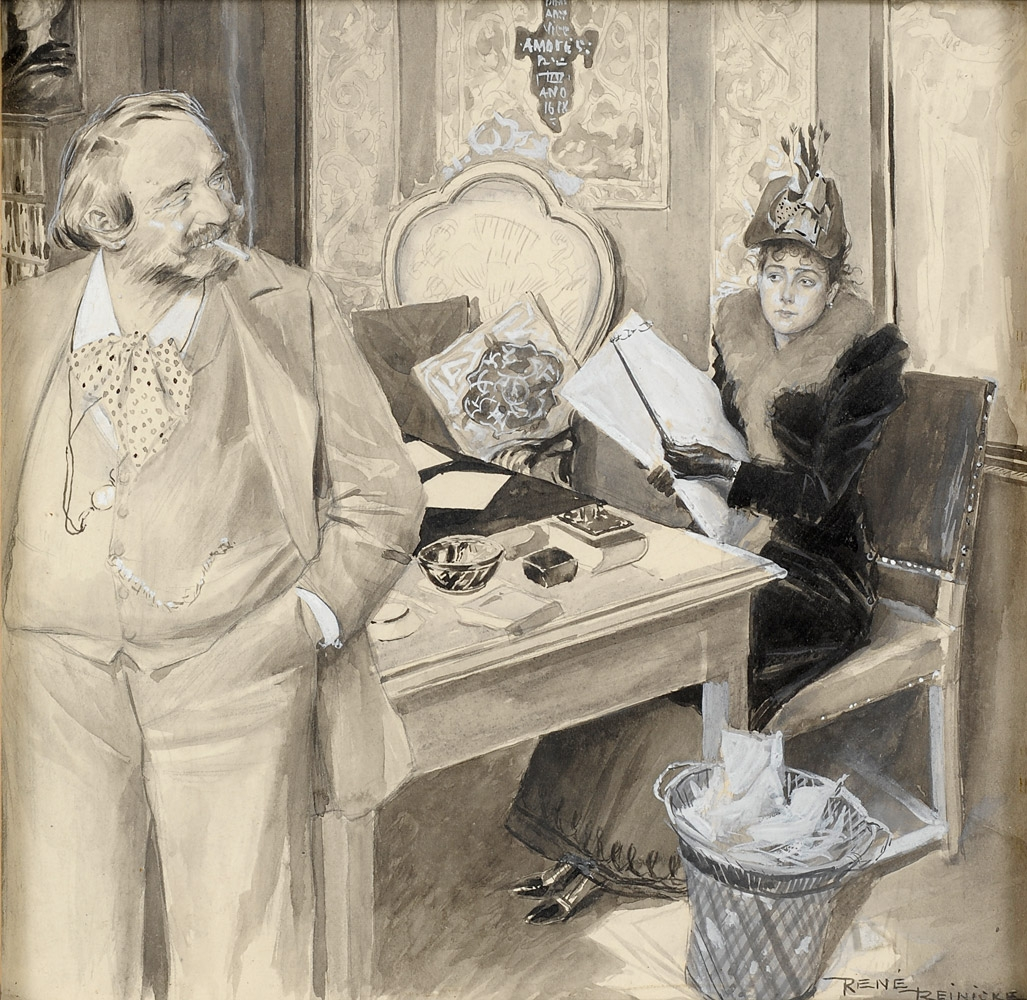
«В кафе» (1926)